# Метод роя частиц

Рой частиц, ищущий глобальный минимум функции

Метод роя частиц (МРЧ) — метод численной оптимизации, для использования которого не требуется знать точного градиента оптимизируемой функции.
МРЧ был изначально предложен Кеннеди, Эберхартом и Ши для имитации социального поведения. После упрощения алгоритма, было замечено, что он решает оптимизационную задачу. Книга Кеннеди и Эберхарта описывает многие философские аспекты МРЧ и так называемого роевого интеллекта. Обширное исследование приложений МРЧ сделано Поли.
МРЧ оптимизирует функцию, поддерживая популяцию возможных решений, называемых частицами, и перемещая эти частицы в пространстве решений согласно простой формуле. Перемещения подчиняются принципу наилучшего найденного в этом пространстве положения, которое постоянно изменяется при нахождении частицами более выгодных положений.

## Алгоритм
Пусть {\displaystyle f:\mathbb {R} ^{n}\to \mathbb {R} } — целевая функция, которую требуется минимизировать, {\displaystyle S} — количество частиц в рое, каждой из которых сопоставлена координата {\displaystyle {\textbf {x}}_{i}\in \mathbb {R} ^{n}} в пространстве решений и скорость {\displaystyle {\textbf {v}}_{i}\in \mathbb {R} ^{n}}. Пусть также {\displaystyle {\textbf {p}}_{i}} — лучшее из известных положений частицы с индексом {\displaystyle i}, а {\displaystyle {\textbf {g}}} — наилучшее известное состояние роя в целом. Тогда общий вид метода роя частиц таков.
- Для каждой частицы {\displaystyle i=1,\ldots ,S} сделать:
  - Сгенерировать начальное положение частицы с помощью случайного вектора {\displaystyle {\textbf {x}}_{i}\sim U({\textbf {b}}_{lo},{\textbf {b}}_{up})}, имеющего многомерное равномерное распределение, где {\displaystyle {\textbf {b}}_{lo}} и {\displaystyle {\textbf {b}}_{up}} — нижняя и верхняя границы пространства решений соответственно.
  - Присвоить лучшему известному положению частицы его начальное значение: {\displaystyle {\textbf {p}}_{i}\gets {\textbf {x}}_{i}}.
  - Если {\displaystyle f({\textbf {p}}_{i})<f({\textbf {g}})}, то обновить наилучшее известное состояние роя: {\displaystyle {\textbf {g}}\gets {\textbf {p}}_{i}}.
  - Присвоить значение скорости частицы: {\displaystyle {\textbf {v}}_{i}\sim U(-({\textbf {b}}_{up}-{\textbf {b}}_{lo}),({\textbf {b}}_{up}-{\textbf {b}}_{lo}))}.
- Пока не выполнен критерий остановки (например, достижение заданного числа итераций или необходимого значения целевой функции), повторять:
  - Для каждой частицы {\displaystyle i=1,\ldots ,S} сделать:
    - Сгенерировать случайные векторы {\displaystyle {\textbf {r}}_{p},{\textbf {r}}_{g}\sim U(0,1)}.
    - Обновить скорость частицы: {\displaystyle {\textbf {v}}_{i}\gets \omega {\textbf {v}}_{i}+\phi _{p}{\textbf {r}}_{p}\odot ({\textbf {p}}_{i}-{\textbf {x}}_{i})+\phi _{g}{\textbf {r}}_{g}\odot ({\textbf {g}}-{\textbf {x}}_{i})}, где операция {\displaystyle \odot } означает покомпонентное умножение.
    - Обновить положение частицы переносом {\displaystyle {\textbf {x}}_{i}} на вектор скорости: {\displaystyle {\textbf {x}}_{i}\gets {\textbf {x}}_{i}+{\textbf {v}}_{i}}. Этот шаг выполняется вне зависимости от улучшения значения целевой функции.
    - Если {\displaystyle f({\textbf {x}}_{i})<f({\textbf {p}}_{i})}, то:
      - Обновить лучшее известное положение частицы: {\displaystyle {\textbf {p}}_{i}\gets {\textbf {x}}_{i}}.
      - Если {\displaystyle f({\textbf {p}}_{i})<f({\textbf {g}})}, то обновить лучшее известное состояние роя в целом: {\displaystyle {\textbf {g}}\gets {\textbf {p}}_{i}}.
- Теперь {\displaystyle {\textbf {g}}} содержит лучшее из найденных решений.

Параметры {\displaystyle \omega }, {\displaystyle \phi _{p}} и {\displaystyle \phi _{g}} выбираются вычислителем и определяют поведение и эффективность метода в целом. Эти параметры составляют предмет многих исследований.

## Подбор параметров
Выбор оптимальных параметров метода роя частиц — тема значительного количества исследовательских работ, см., например, работы Ши и Эберхарта, Карлайла и Дозера, ван ден Берга, Клерка и Кеннеди, Трелеа, Браттона и Блеквэлла, а также Эверса.
Простой и эффективный путь подбора параметров метода предложен Педерсеном и другими авторами. Они же провели численные эксперименты с различными оптимизациоными проблемами и параметрами. Техника выбора этих параметров называется мета-оптимизацией, так как другой оптимизационный алгоритм используется для «настройки» параметров МРЧ. Входные параметры МРЧ с наилучшей производительностью оказались противоречащими основным принципам, описанным в литературе, и часто дают удовлетворительные результаты оптимизации для простых случаев МРЧ. Реализацию их можно найти в открытой библиотеке SwarmOps.

## Варианты алгоритма
Постоянно предлагаются новые варианты алгоритма роя частиц для улучшения производительности метода. Существует несколько тенденций в этих исследованиях, одна из которых предлагает создать гибридный оптимизационный метод, использующий МРЧ в комбинации с иными алгоритмами, см. например. Другая тенденция предлагает каким-либо образом ускорить работу метода, например, отходом назад или переменой порядка движения частиц (об этом см.). Также есть попытки адаптировать поведенческие параметры МРЧ в процессе оптимизации.